# Górzyn (województwo dolnośląskie)

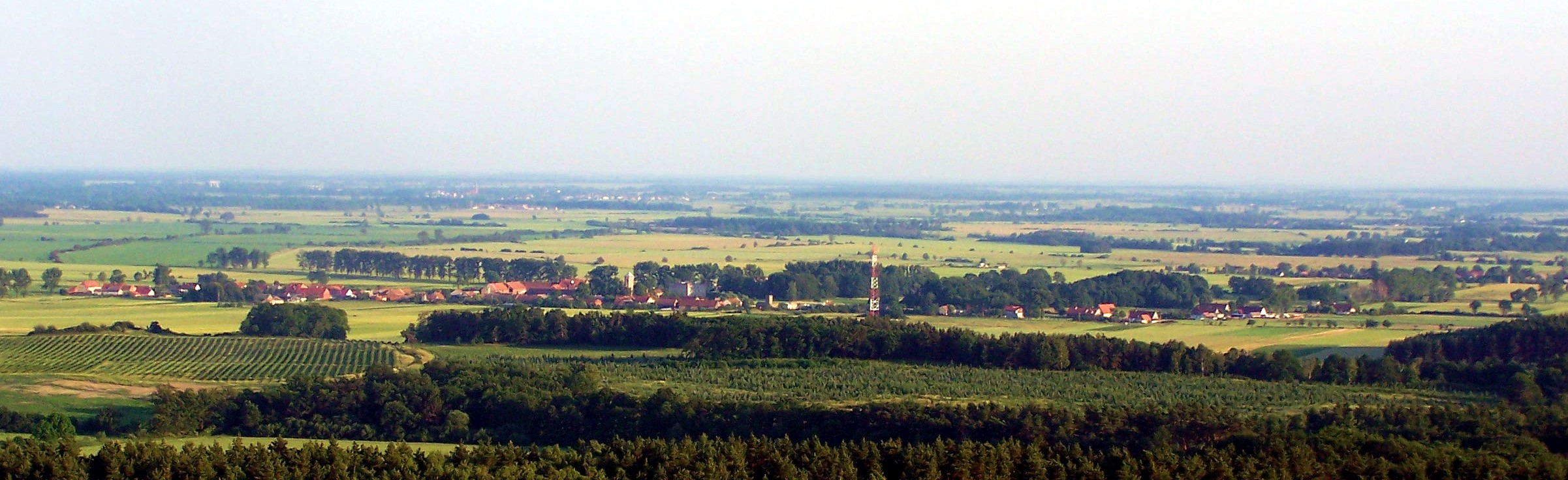
Panorama Górzyna z wieży obserwacyjnej w lesie

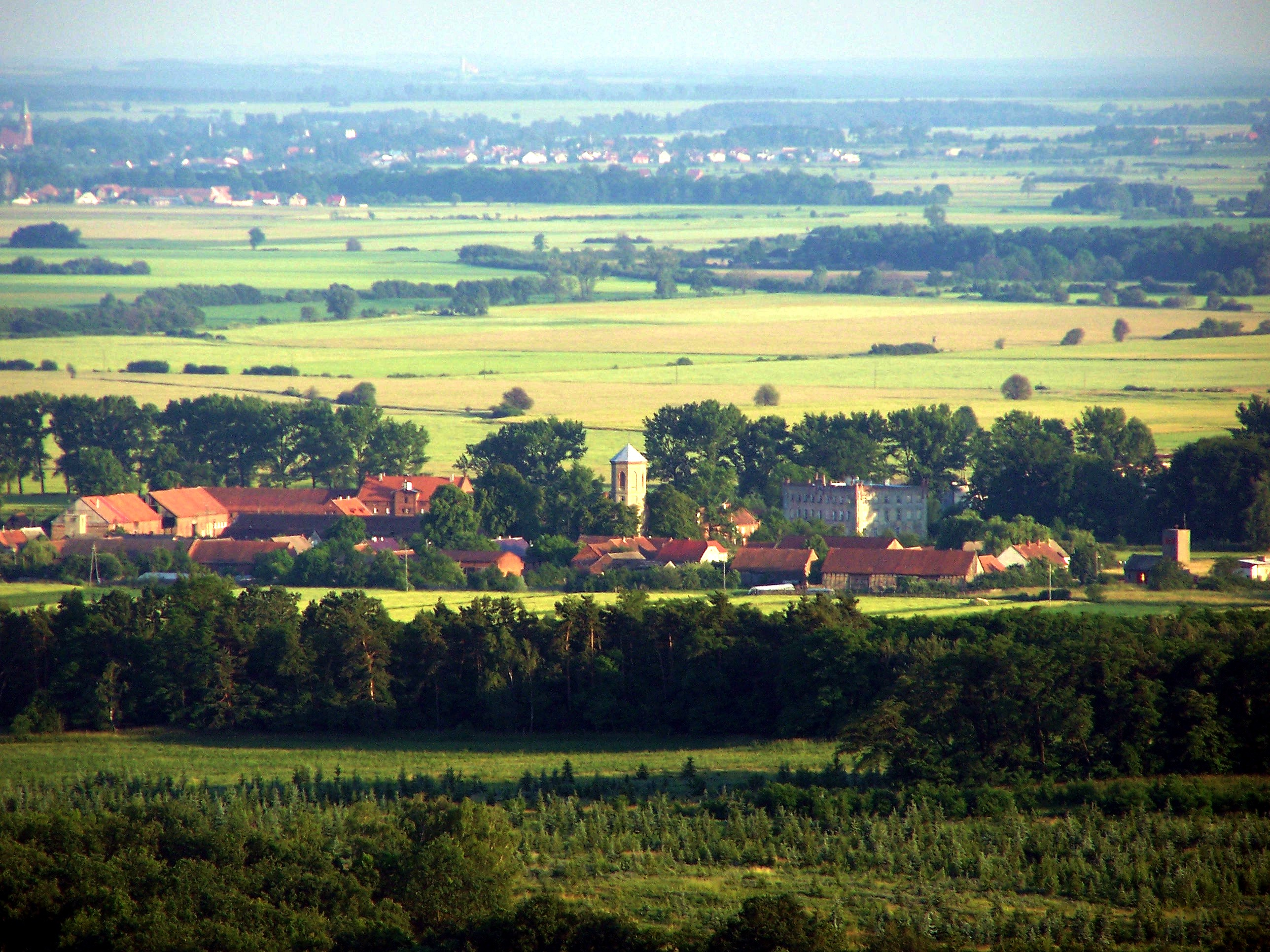
Widok na centrum Górzyna

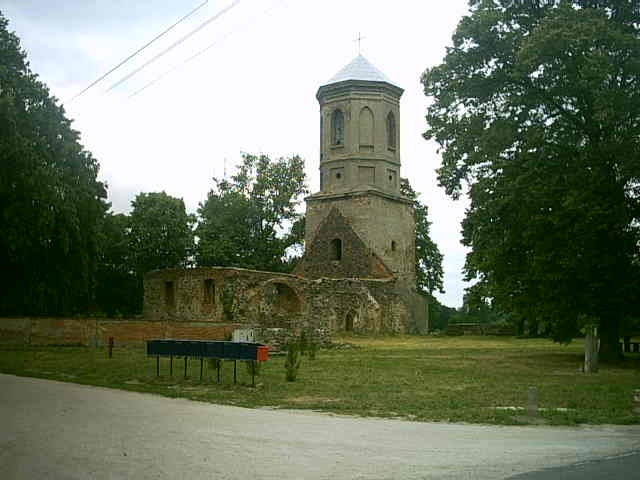
Kościół św. Michała Archanioła w Górzynie

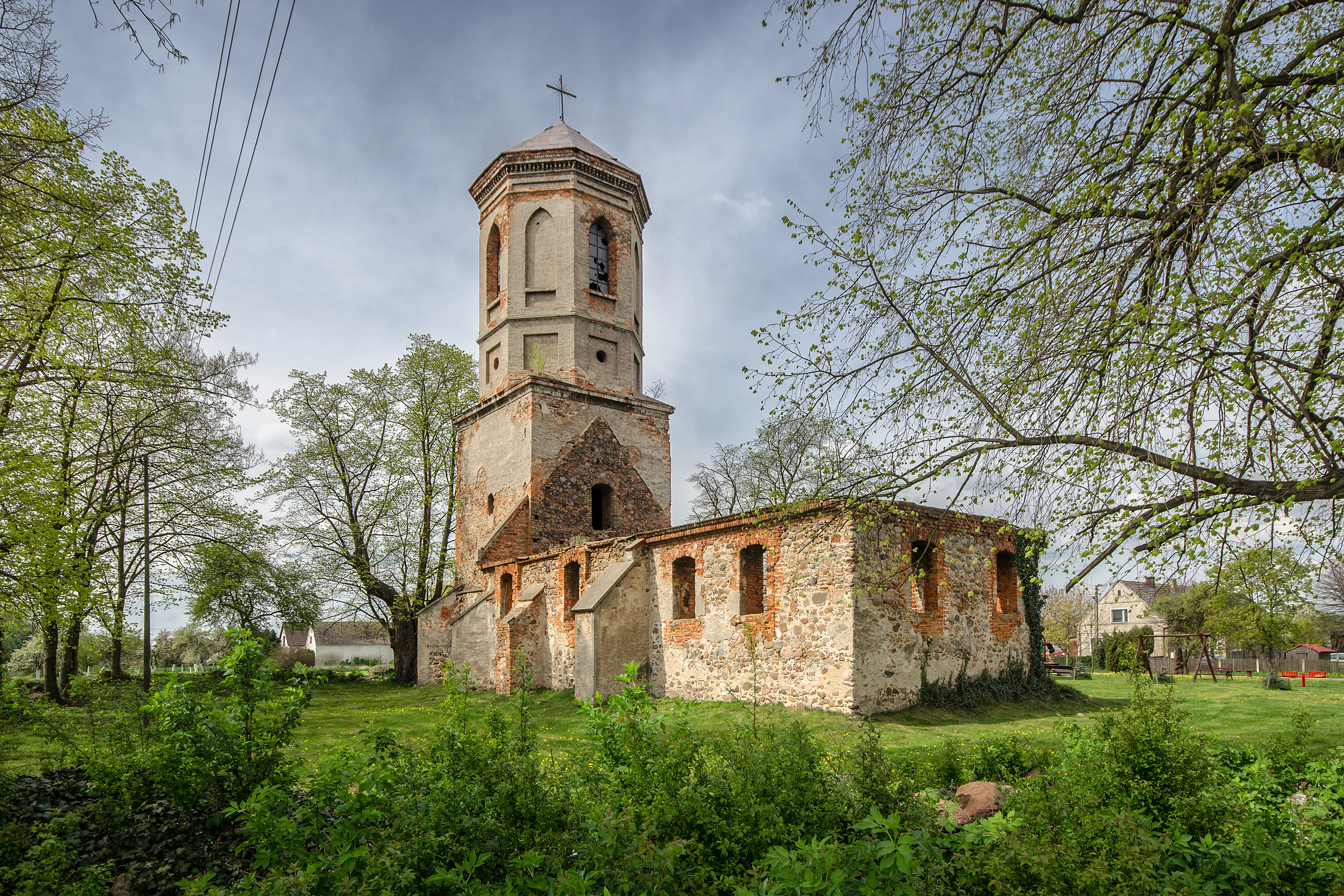
Kościół św. Michała Archanioła w Górzynie

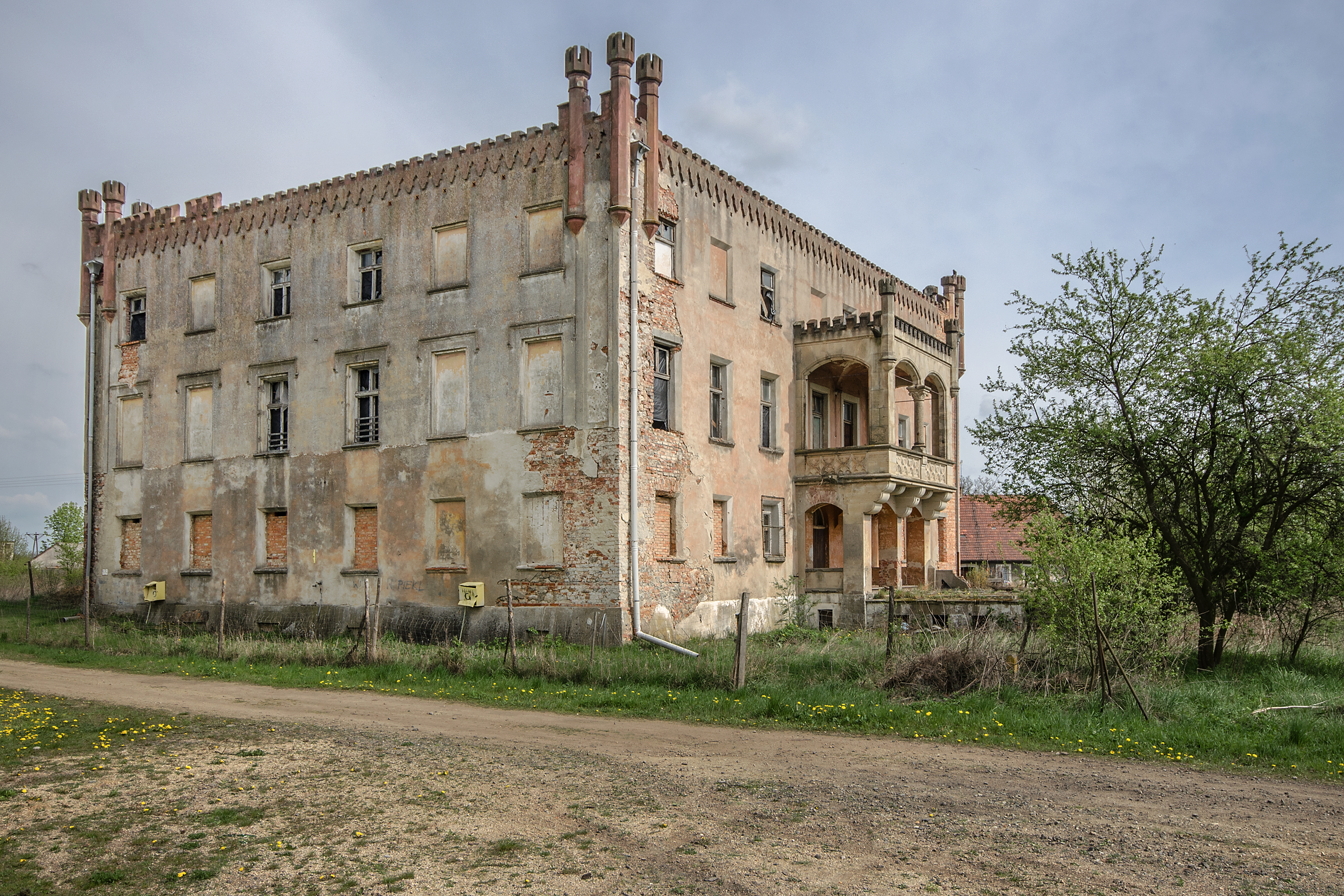
Pałac w Górzynie

Górzyn (łac. Gauconi, niem. Guhren, historycznie również: Górzyc 1326; Gorin 1306, 1330, 1338; Goren 1465; Geren 1511; Guren 1520, 1543, 1638, Göhren) – wieś w Polsce położona w województwie dolnośląskim, w powiecie lubińskim, w gminie Rudna
Miejscowość leży w obrębie północno-zachodniej części Obniżenia Ścinawskiego oraz na wschodnim skraju Wzgórz Dalkowskich.

## Historia
Pierwsza wzmianka o wsi pochodzi z roku 1267. Lecz sama osada istniała z całą pewnością dużo wcześniej. Wskazują na to lokalizowane na terenie wsi według źródeł niemieckich kurhany z początków naszej ery (ich położenie jest niepotwierdzone) oraz słowiańska osada znajdująca się obecnie poza wsią, a prawdopodobnie utworzona i zamieszkiwana przez plemię Dziadoszan. W roku 1945 przez jakiś czas przez wieś przebiegał front oraz toczyły się tu zacięte walki. Do dzisiaj można znaleźć ślady tych walk np. w postaci resztek uzbrojenia oraz niewypałów.
W latach 1954–1959 wieś należała i była siedzibą władz gromady Górzyn, po jej zniesieniu w gromadzie Chobienia. W latach 1975–1998 miejscowość administracyjnie należała do województwa legnickiego.

## Stan obecny
Górzyn posiada dobrze rozwiniętą komunikację i połączenia drogowe z wszystkimi okolicznymi wioskami (Naroczyce, Olszany, Ciechłowice, Miłogoszcz) dzięki nowo wybudowanym drogom do Miłogoszczy i Ciechłowic oraz istniejącej trasie z Chobieni w kierunku Dziesławia. Ponadto w Górzynie istnieje silnie rozwinięta sieć dróg polnych z których większość jest wciąż użytkowanych, a niektóre mają znaczenie lokalne (np. droga Górzyn-Kliszów). W Górzynie znajduje się Ochotnicza Straż Pożarna.

## Demografia
Wykres liczby ludności wsi Górzyn na przestrzeni ostatnich trzech wieków.
Liczba mieszkańców Górzyna jest dość stała i można zauważyć, że od ponad 90 lat oscyluje w przedziale od 380 do 430 osób. Oprócz zgonów i urodzeń, determinowane jest to również częściowo dostępnością budynków mieszkalnych.

## Zabytki
Do wojewódzkiego rejestru zabytków wpisane są:
- kościół pw. Świętego Michała Archanioła, XIX w.; wzniesiony w centralnym punkcie wioski kościół powstał około XV wieku, prawdopodobnie na miejscu wcześniejszej świątyni pogańskiej. Na początku gotycki później rozbudowywany. W 1945 r. spalony w trakcie działań wojennych lub celowo podpalony przez żołnierzy Armii Czerwonej. W indeksie zabytków pozostaje jako trwała ruina chociaż jego stan wciąż pozostaje dość dobry. Parafia w Górzynie początkowo obejmowała inne okoliczne wioski. Potem kościół należał do parafii Chobienia (do 1945 r.), a obecnie znajduje się w parafii Olszany
- pałac, wybudowany po 1880 r.; został wzniesiony jako budowla obronna na początku w formie jednokondygnacyjnego budynku na planie prostokąta. Później kilkukrotnie rozbudowywany (m.in. poprzez zabudowanie dziedzińca oraz dodanie dwóch pięter) nabrał ostatecznych kształtów pod koniec XIX wieku. Po wojnie i aż do dziś pełni funkcje mieszkalne. W latach 50. i 60. XX wieku znajdowała się tam także kawiarnia. Później utworzono przedszkole, które istniało tam do końca lat 90. XX wieku, a następnie zostało przeniesione do budynku Szkoły Podstawowej w Górzynie (zlikwidowane razem ze Szkołą Podstawową). Obecnie po kilku zmianach właścicieli wciąż czeka na renowację i przywrócenie dawnej świetności. Przed pałacem był zlokalizowany prostokątny staw o funkcjach ozdobnych obecnie nieużywany. W sąsiedztwie pałacu umiejscowiony jest park dworski z cennym i zabytkowym drzewostanem składającym się głównie z kasztanowców (Aesculus hippocastanum). Do pałacu należały także budynki gospodarcze, które w okresie PRL wraz z pałacem przekazane zostały pod zarząd PGR-u i były wykorzystywane do celów gospodarczych oraz mieszkalnych. Te funkcje pełnią w dużej mierze do dziś.

inne zabytki:
- na terenie wsi znajduje się kilkanaście zabytkowych obiektów, a wiele budynków zostało zbudowanych przed 1900 rokiem. Ponadto do interesujących obiektów można zaliczyć budynek kuźni (obecnie na terenie posiadłości nr 37) dobrze zachowanej zbudowanej na planie kwadratu z cegły i kamieni oraz budynek straży pożarnej powstały z rozbudowania dawnej kuźni
- szkoła; w miejscowości istniała szkoła podstawowa. Sam budynek szkoły jest bardzo charakterystyczny: zbudowany w stylu dolnośląskim z muru pruskiego (z dużym udziałem cegły). Późniejsza dobudówka również imituje ten styl budowli. W szkole znajdują się m.in. stare rzeźbione drzwi. Po wojnie istniały w Górzynie dwie szkoły tzw. "duża szkoła" (obecny budynek szkoły) z klasami od 4 do 8 oraz druga szkoła tzw. "mała szkoła" w której znajdowały się klasy od 1 do 3. Potem ze szkoły utworzono filię Szkoły Podstawowej w Chobieni i tam przeniesiono dwie ostatnie klasy. W roku 1995 zlikwidowano "małą szkołę" i przeniesiono do "dużej szkoły", która została rozbudowana uzyskując obecne kształty. Po reformie edukacji w roku 1999 Szkoła Podstawowa w Górzynie z 6 klasami stała się samodzielną jednostką. Mimo to po kilku latach, w 2005 r., pomimo protestach mieszkańców szkoła została zlikwidowana. Obecnie budynek jest nieużywany, a dzieci z Górzyna i okolic muszą dojeżdżać do Szkoły i Gimnazjum w Chobieni.

## Dodatkowe informacje
- W Górzynie przy głównej drodze znajduje się stary kamienny krzyż monolitowy, być może późnośredniowieczny. Odnaleziony został w 2005 r.[6] Pojawiająca się często w jego opisie hipoteza, że jest to tzw. krzyż pokutny opiera się  wyłącznie na nieuprawnionym założeniu, że wszystkie stare kamienne monolitowe krzyże, są krzyżami pokutnymi (pojednania)[7], chociaż w  rzeczywistości powód fundacji takiego krzyża może być różnoraki, tak jak każdego innego krzyża,
- Na terenie wsi znajduje się poniemiecki cmentarz ewangelicki. Obecnie już nieużywany, a w dużej mierze zdewastowany i zarośnięty. Zachowało się na nim kilkanaście nagrobków i krzyży, mur ogrodzenia wraz z bramą wjazdową, budynek z cegły (prawdopodobnie używany w czasie pogrzebów). Całość cmentarza porasta bluszcz oraz znajduje się na nim kilka drzew.
- W 1. połowie XIX wieku na terenie Górzyna i Miłogoszczy znajdowały się uprawy winorośli, a także browar i gorzelnia.
- Przed wojną przy drodze w kierunku Naroczyc znajdowały się 3 wiatraki.
- Niedaleko wsi w kierunku południowo-wschodnim w czasie II wojny światowej znajdowało się lotnisko wojskowe. Do dzisiaj zachowały się jego pozostałości.
- W Górzynie działał zespół piłkarski LZS Burza Górzyn, który obecnie jest zawieszony.

## Kalendarium
- 1267 – Biskup Poznański przekazuje część swoich gruntów w tym miejscowość Gauconi (Górzyn) na rzecz biskupa Wrocławskiego. Pierwsza wzmianka pisana.
- 1300 – Za panowania Henryka III Głogowskiego Górzyn jest w posiadaniu rycerzy Gorin (niem. von Gorin). Byli znanymi i wiernymi wasalami księcia głogowskiego oraz ścinawskiego, gdyż często figurują w dokumentach jako świadkowie.
- 1305 – Z księgi dochodów klasztoru w Głogowie: "Górzyn (Guhren), wieś zapłaciła dodatkowo 7 marek w czterech ratach."
- 1306 – Wzmianka o Jesko z Górzyna (Jesco von Gorin)
- 1322 – Wzmianka o Piotrze z Górzyna (znanym jako Peter von Gorin, Peter de Gorin lub Peter Goray)
- 1325 – Wieś lokowana jest na prawie niemieckim, Do tego czasu dobra we wsi podlegały prawu polskiemu z których płacono dziesięcinę polową.
- 1330 – Wymieniany jako kapitan oraz sędzia Głogowa jest Henryk z Górzyna (Heinrich von Guhren).
- 1331-1338: Henryk z Górzyna wymieniany powtórnie jako Heinrich von Guhren, pierwsze pojawienie się niemieckiej nazwy miejscowości.
- 1339-1341: Wzmiankowani Henryk i Nychus z Gorin (Heinrich i Nychus von Gorin)
- 1520 – pod koniec XIV wieku linia szlacheckiego rodu górzyńskiego wygasa, stając się częścią rodziny von Stosch. Ich majątek przechodzi w ręce Stefana z rodu Thaderów tytułującego się panem w Górzynie i Siedlcach (Stephan von Thader aus Guhren und Zedlitz)
- 1523 – Górzyn jako część nowo powstałego Księstwa Wołowskiego przechodzi we władanie Fryderyka II Legnickiego, który w tym samym roku przechodzi na protestantyzm oraz daje swoim podwładnym wolność wyznania. W ten sposób Ścinawa w roku 1525, a następnie Chobienia w roku 1540 wraz z przynależącymi do niech miejscowościami przechodzą na protestantyzm (wyjątkiem są jedynie wsie Przychowa, Buszkowice, Ciechłowice i Olszany które pozostają katolickie)
- 1554 – zakończenie budowy kościoła w Górzynie
- 1639 – dobra w Górzynie obejmuje Jan Jerzy z Siedlec (Johann Georg von Seidlitz), dziedzic chobieński (1638-1659)
- 1653-1654 Kościół w Górzynie jak i inne kościoły protestanckie w Księstwie głogowskim zostaje zamknięty, od tej pory protestanci używają kościoła w Dziesławiu
- 1654 – Za rządów Jana Jerzego z Siedlec (Johann Georg von Seidlitz), 22 stycznia obydwa kościoły protestanckie w Chobieni jak i kościół w Górzynie zostają zajęte, a ich dobra skonfiskowane.
- 1676 – Górzyn przynależy do okręgu chobieńskiego w ramach Księstwa głogowskiego
- 1688 – W Górzynie znajduje się 11 gospodarstw kmiecych oraz 17 zagrodników
- 1790 – Pałac w Górzynie po raz pierwszy jest wymieniony jako dwór szlachecki
- 1791 – Pałac w Górzynie oraz przylegający folwark czyli ówczesne "Dominium Guhren" przechodzi w ręce barona Wechmara. Oprócz pałacu w Górzynie znajduje się: rzymskokatolicki kościół filialny, parafia, szkoła, młocarnia, dwa wiatraki. Wieś zamieszkuje 414 osób.
- 1818 – Górzyn przechodzi do okręgu ścinawskiego
- 1872 – Utworzenie pruskiego urzędu stanu cywilnego
- 1896 – Dominium Górzyn przez jakiś czas pozostawało niezamieszkane, ale zostaje odkupione przez barona (freiherr) von Wechmara
- 1905 – Na terenie Górzyna Obszar dworski obejmuje 522 ha, natomiast własność gminna wynosi 408,7 ha
- 1928 – Wzniesienie pomnika na cześć pruskich żołnierzy poległych w I wojnie światowej
- 1932 – 1 października: w wyniku połączenia powiatu ścinawskiego i wołowskiego z Wołowem jako siedzibą władz, Górzyn przechodzi do powiatu wołowskiego.
- 1934 – Dobra pałacowe przechodzą z rąk barona von Wechmara na rzecz niemieckiego banku przesiedleńczego w Berlinie
- 1936 – Zostaje zbudowane 16 nowych domów w tym cała obecna "Kolonia" oraz budynek nowej szkoły. Zostaje również przeprowadzony gruntowny remont kościoła
- 1938 – W starej szkole zostaje otwarte przedszkole
- 1945
  - 25-26 stycznia: większość ówczesnych mieszkańców ucieka na zachód
  - 28 stycznia: Górzyn zostaje zdobyty przez Armię Czerwoną, w trakcie działań wojennych zostaje spalony kościół oraz część budynków
  - maj: część rodzin niemieckich wraca, jednocześnie przybywają pierwsze polskie rodziny ze wschodu. Górzyn wraz z resztą Dolnego Śląska staje się znów częścią Polski.
- 1946
  - do 22 października wszyscy Niemcy musieli opuścić wieś[potrzebny przypis]
  - Górzyn wchodzi w skład powiatu wołowskiego
- 1998 – Górzyn wchodzi w skład powiatu lubińskiego
- 1999 – w związku z reformą oświaty sześcioklasowa Szkoła w Górzynie będąca do tej pory filią Szkoły Podstawowej w Chobieni staje się samodzielną placówką jako Szkoła Podstawowa w Górzynie
- 2004 – likwidacja Szkoły Podstawowej w Górzynie oraz przedszkola
- 2006 – budowa drogi asfaltowej do Miłogoszczy
- 2007 – budowy drogi asfaltowej do Ciechłowic